# 中央通 (東京都)

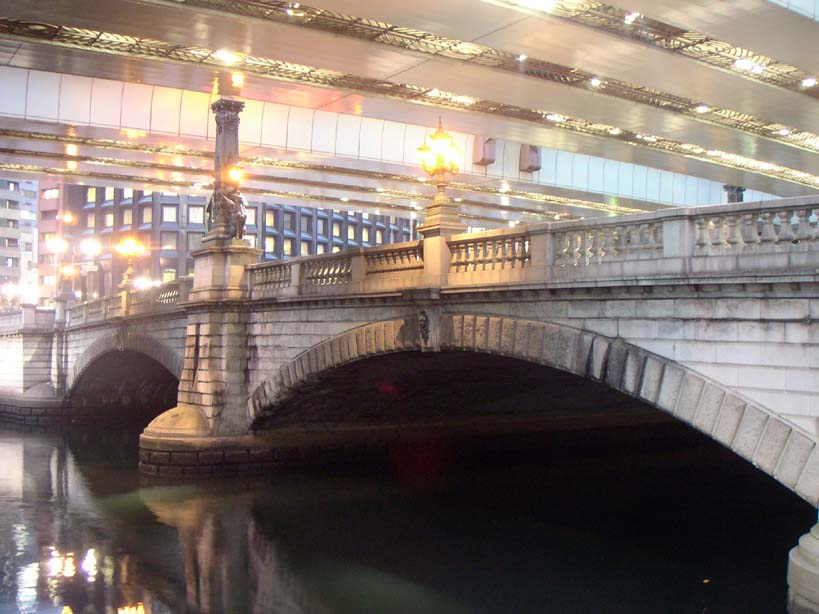
日本橋

中央通是由日本東京都台東區及中央區之間的一條街道，通過上野站周邊、上野廣小路、秋葉原、神田站、日本橋、京橋、銀座等著名的繁華街及商業地，南抵新橋站，為東京都心的大動脈。中央區銀座通入口交差點至銀座8丁目又名「銀座通」和「銀座中央通」。地下有東京地下鐵銀座線沿路行走。由國道1號、國道4號、國道6號、國道15號、國道17號、國道20號及東京都道437號秋葉原雜司谷線的各部份組成。為日本道路100選之一。

## 通過的自治體
- 東京都
  - 台東區
  - 千代田區
  - 中央區

## 步行街
中央通有2個區間於毎週星期日成為行人專用的步行街。由1970年8月開始，於秋葉原和銀座實行。

### 區間
- 秋葉原
  - 藏前橋通末廣町交差點通過万世橋至靖國通須田町交差點的區間
- 銀座
  - 東京高速道路高架下，銀座通入口交差點至銀座8丁目交差點的區間

### 實施時間
毎週星期日，4月～9月：正午～下午6時，10月～3月：正午～下午5時。

## 中央通內的有名地點

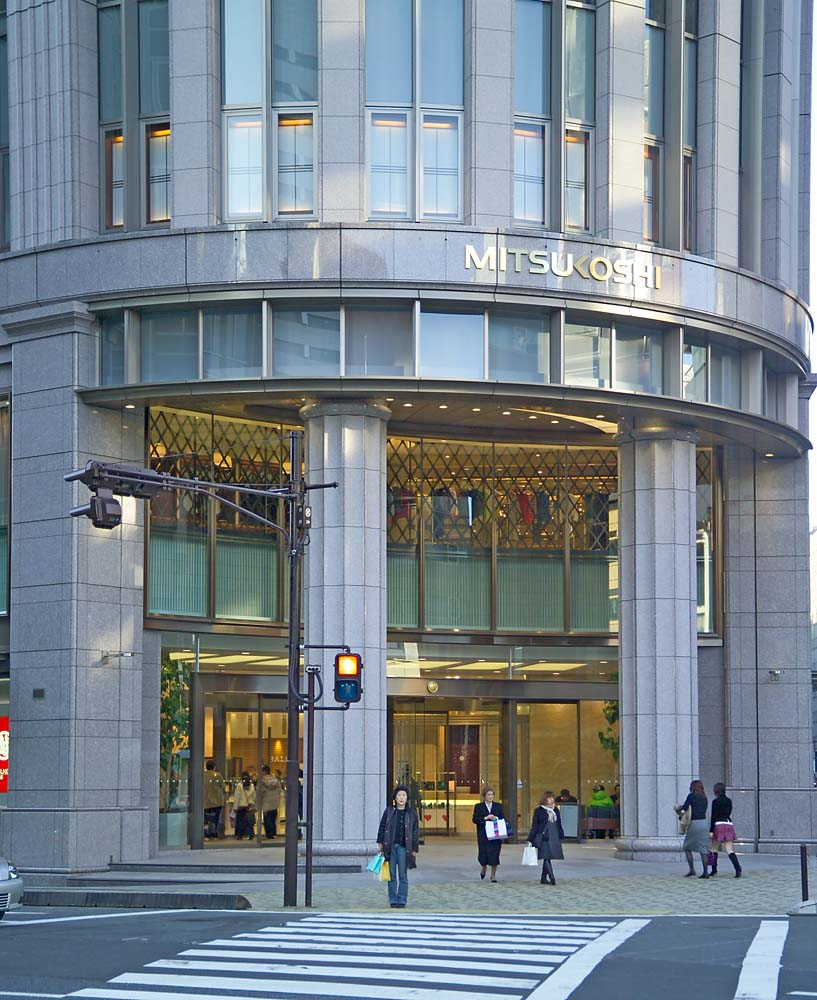
三越日本橋本店

- 上野
  - 上野松坂屋
- 秋葉原
- 日本橋
  - 三越本店
  - 高島屋
- 銀座
  - 松屋銀座本店
  - 三越銀座店
  - 松坂屋銀座店

## 與中央通交差、連接的主要道路
- 淺草通（東京都道463號上野月島線）
- 昭和通（國道4號）、首都高速道路1號上野線
- 不忍通（東京都道437號秋葉原雜司谷線）
- 春日通（東京都道453號本鄉龜戶線）
- 藏前橋通
- 外堀通（國道17號、東京都道405號外濠環狀線）
- 靖國通（東京都道302號新宿兩國線）
- 神田警察通（淺草橋、兩國橋方向單程通行）
- 神田金物屋通（神田橋方向單程通行）
- 江戶通（國道4號、國道6號、東京都道407號都廳前室町線）
- 首都高速道路都心環狀線（日本橋）
- 永代通（國道1號、國道20號、東京都道、千葉縣道10號東京浦安線）
- 八重洲通（東京都道408號八重洲寶町線）
- 鍛冶橋通
- 東京高速道路（西銀座）
- 晴海通（東京都道304號日比谷豐洲埠頭東雲町線）
- 東京高速道路（新橋）
- 昭和通、海岸通（東京都道316號日本橋芝浦大森線）、外堀通（東京都道405號外濠環狀線）
- 第一京濱

## 與中央通連接的車站、路線
※全線的地下有東京地下鐵銀座線通過
- 上野站（JR各線、東京地下鐵銀座線、日比谷線）
- 京成上野站（京成本線）
- 上野廣小路站（東京地下鐵銀座線）
- 上野御徒町站（都營地下鐵大江戶線）
- 末廣町站（東京地下鐵銀座線）
- 秋葉原站（JR山手線、京濱東北線、總武緩行線）
- 神田站（JR山手線、中央線、東京地下鐵銀座線）
- 新日本橋站（JR總武快速線）
- 三越前站（東京地下鐵銀座線、半藏門線）
- 日本橋站（東京地下鐵銀座線、東西線、都營地下鐵淺草線）
- 京橋站（東京地下鐵銀座線）
- 銀座一丁目站（東京地下鐵有樂町線）
- 銀座站（東京地下鐵銀座線、丸之內線、日比谷線
- 新橋站（JR各線、百合鷗、東京地下鐵銀座線、都營地下鐵淺草線）

## 主要橋梁
- 万世橋（神田川）
- 日本橋（日本橋川）

## 外部連結
- （日語）警視廳步行者天國